# José Ibáñez Martín
Pour les articles homonymes, voir Ibáñez et Martín.
Ibáñez  Martín est un nom espagnol. Le premier nom de famille, en général paternel, est Ibáñez ; le second, en général maternel, souvent omis, est Martín.
José Ibáñez Martín, né le 18 décembre 1896 à Valbona et mort le 21 décembre 1969 à Madrid, est un homme politique espagnol. Il est notamment ministre de l'Éducation puis ambassadeur d'Espagne au Portugal sous le régime franquiste.

## Biographie

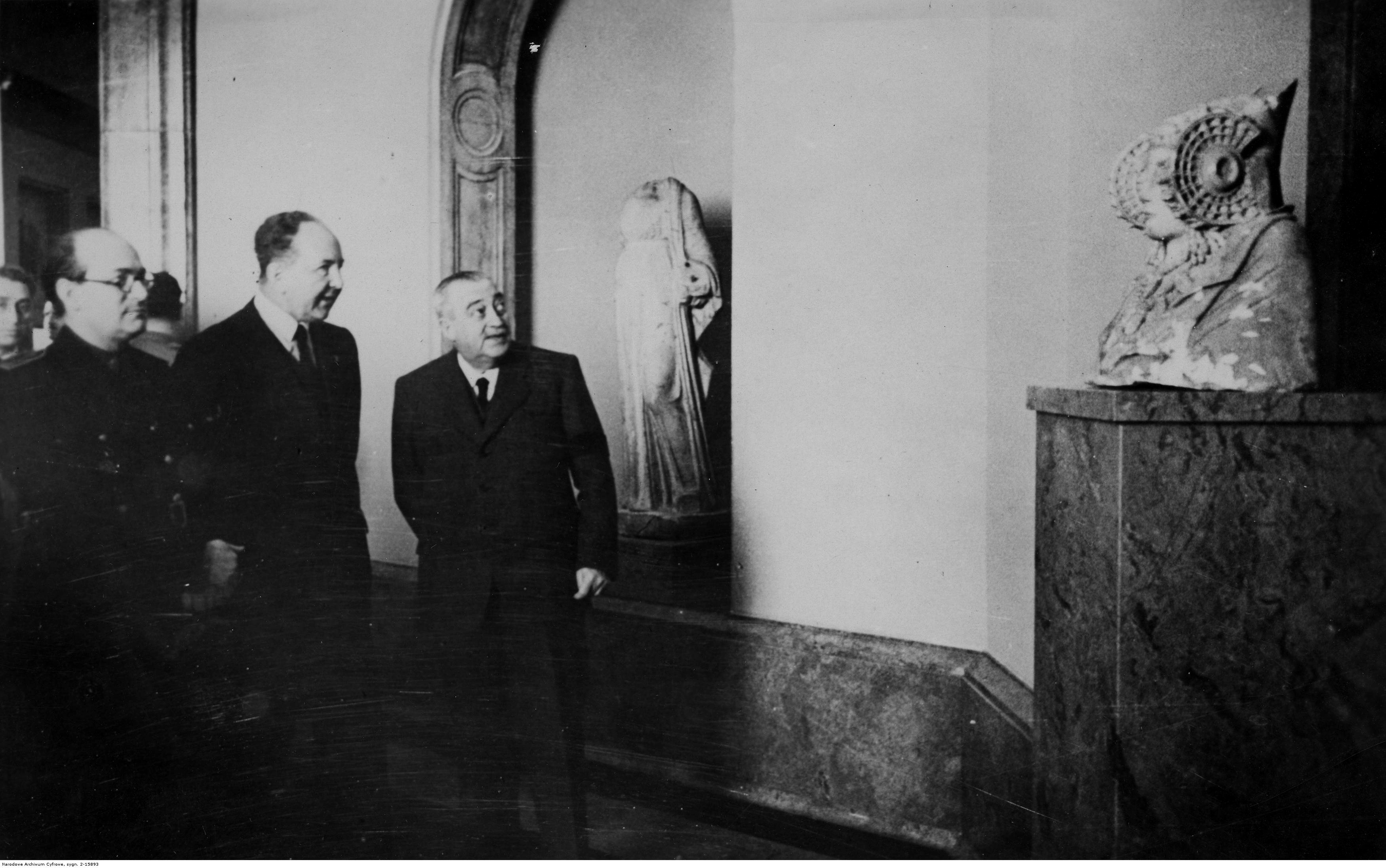
Ibáñez au côté de l'ambassadeur allemand Hans-Heinrich Dieckhoff lors d'une visite au musée du Prado (1944).

Partisan de Miguel Primo de Rivera dans sa jeunesse, José Ibáñez Martín est député pour la Confédération espagnole des droites autonomes. Il est l'un des principaux membres de l'Association catholique nationale de propagandistes, mouvement laïc de propagande catholique qui a servi de base au parti monarchiste catholique, Action populaire (es). Il se rallie au camp nationaliste pendant la guerre civile espagnole et devient un fidèle de Franco. Cependant, José Ibáñez Martín passe la plus grande partie de la guerre civile en Amérique latine, où il a été envoyé par Franco pour porter la cause nationaliste.
Nommé ministre de l'Éducation par le caudillo en 1939, poste qu'il occupe jusqu'en 1951, Ibáñez Martín procède au remplacement du système éducatif républicain par un système reposant sur les valeurs de l'Église catholique et les idées du régime franquiste.
Son influence s'accroît au lendemain de la Seconde Guerre mondiale, alors que Franco cherche à écarter de son gouvernement les ministres ayant affiché leur soutien aux puissances de l'Axe. José Ibáñez Martín se voit alors confier le contrôle de la presse tout en conservant ses fonctions de ministre de l'Éducation.
De 1958 à 1969, José Ibáñez Martín est ambassadeur d'Espagne au Portugal.